# Everton F.C.
Câu lạc bộ bóng đá Everton (tiếng Anh: Everton Football Club) là một câu lạc bộ bóng đá chuyên nghiệp có trụ sở tại thành phố Liverpool, Anh; hiện đang chơi tại Giải bóng đá Ngoại hạng Anh, giải đấu hàng đầu trong hệ thống bóng đá Anh. Everton đã tham gia vào giải đấu hàng đầu với kỷ lục 117 mùa giải và giành chức vô địch Ngoại hạng Anh 9 lần, và FA Cup năm lần.
Thành lập năm 1878, Everton là thành viên sáng lập của The Football League năm 1888 và đã giành chức vô địch đầu tiên của họ hai mùa sau đó. Sau 4 lần vô địch giải Ngoại hạng và hai trận thắng FA Cup, Everton đã trải qua giai đoạn chiến tranh thế giới thứ hai ngay sau khi hồi phục những năm 1960, khi mà câu lạc bộ giành hai chức vô địch giải đấu và một FA Cup. Giữa những năm 1980 là thời kỳ thành công bền vững gần đây nhất của họ, với hai Giải vô địch Liên đoàn, FA Cup, và Cúp Châu Âu năm 1985. Cúp FA gần đây nhất của câu lạc bộ là FA Cup năm 1995.
Những người ủng hộ của câu lạc bộ được biết đến với cái tên Everton. Everton có một sự ganh đua quyết liệt với hàng xóm của mình là Liverpool, và cả hai bên đều thi đấu trận Derby Merseyside. Câu lạc bộ này đã được đặt tại Goodison Park ở Walton, Liverpool, từ năm 1892, sau khi chuyển từ Anfield sang một hàng trong số tiền thuê. Màu sắc nhà của câu lạc bộ là áo sơ mi màu xanh hoàng gia với quần short trắng và vớ.

## Lịch sử
Everton được thành lập dưới cái tên St Domingo FC vào năm 1878 để các thành viên của nhà thờ St Domingo Methodist New Connexion Chapel ở Breckfield Road North, Everton có thể chơi môn cricket chơi môn thể thao năm này vào mùa hè. Ở trận đấu đầu tiên, câu lạc bộ đã giành chiến thắng 1-0 trước Everton Church Club. Câu lạc bộ được đổi tên thành Everton vào tháng 11 năm 1879 khi những người bên ngoài hội muốn tham gia.
Câu lạc bộ là thành viên sáng lập của Liên đoàn Bóng đá năm 1888-89 và đã giành chức vô địch giải vô địch đầu tiên trong mùa giải 1890-91. Everton đã giành cúp FA lần đầu tiên vào năm 1906 và League Championship một lần nữa vào năm 1914-15. Sự bùng nổ của Thế chiến thứ nhất vào năm 1914 đã làm gián đoạn chương trình bóng đá trong khi Everton là vô địch, đó là điều mà sẽ lại xảy ra vào năm 1939.
Mãi cho đến năm 1927, thời kỳ thành công đầu tiên của Everton bắt đầu. Năm 1925, câu lạc bộ đã ký Dixie Dean từ Tranmere Rovers. Trong những năm 1927-1928, Dean lập kỷ lục ghi bàn cho các mục tiêu của giải đấu hàng đầu trong một mùa giải với 60 bàn thắng trong 39 trận đấu, đó là một kỷ lục vẫn còn. Anh đã giúp Everton giành chức vô địch giải Ngoại hạng Thứ 3 trong mùa giải đó. Tuy nhiên, Everton đã được chuyển tới Sư đoàn 2 năm sau đó trong lúc hỗn loạn nội bộ tại câu lạc bộ. Câu lạc bộ nhanh chóng hồi phục và đã được thăng cấp lần đầu tiên, trong khi ghi được một số kỷ lục của các bàn thắng trong Sư đoàn thứ hai. Trở lại chuyến bay hàng đầu năm 1931-32, Everton đã không còn thời gian để khẳng định lại vị trí của họ và giành chức vô địch League One thứ tư ngay từ cơ hội đầu tiên. Everton cũng giành chức vô địch FA Cup lần thứ hai vào năm 1933 với chiến thắng 3-0 trước Manchester City trong trận chung kết. Kỷ nguyên kết thúc vào năm 1938-39 với giải vô địch League thứ năm.
Sự bùng nổ của Thế chiến thứ hai lại chứng kiến sự đình trệ của giải đấu, và khi cuộc thi chính thức bắt đầu vào năm 1946, đội Everton đã bị chia rẽ và đánh bại so với đội trước chiến tranh. Everton đã xuống hạng lần thứ hai vào năm 1950-51 và đã không được thăng hạng cho đến năm 1953-54, khi họ kết thúc ở vị trí thứ 3 trong mùa thứ ba của họ ở League Two. Câu lạc bộ đã có mặt trên thị trường kể từ đó.

## Ban huấn luyện
Tính đến 23 tháng 2 năm 2023
| Chức vụ                                           | Tên              |
| ------------------------------------------------- | ---------------- |
| Giám đốc bóng đá                                  | Marcel Brands    |
| Huấn luyện viên trưởng                            | Sean Dyche       |
| Trợ lý huấn luyện viên trưởng                     | Duncan Ferguson  |
| Trợ lý huấn luyện viên trưởng                     | Davide Ancelotti |
| Trưởng ban thể chất                               | Francesco Mauri  |
| Chuyên gia phân tích dữ liệu và khoa học thể thao | Luca Guerra      |
| Chuyên gia phân tích video                        | Simone Montanaro |
| Huấn luyện viên thể chất                          | Manuel Morabito  |
| Chuyên gia sức lực & phục hồi chức năng           | Mino Fulco       |
| Huấn luyện viên thủ môn                           | Alan Kelly Jr.   |
| Huấn luyện viên U23                               | David Unsworth   |
| Trợ lý huấn luyện viên U23                        | John Ebbrell     |
| Huấn luyện viên 18U                               | Paul Tait        |
| Trợ huấn luyện viên U18                           | Francis Jeffers  |
| Giám đốc học viện                                 | David Unsworth   |
| Huấn luyện viên phát triển tính ưu tú             | Leighton Baines  |
| Điều phối phát triển tính ưu tú                   | Martin Dobson    |

## Cầu thủ

### Đội hình hiện tại
Tính đến ngày 11 tháng 9 năm 2023
Ghi chú: Quốc kỳ chỉ đội tuyển quốc gia được xác định rõ trong điều lệ tư cách FIFA. Các cầu thủ có thể giữ hơn một quốc tịch ngoài FIFA.
| Số | VT | Quốc gia   | Cầu thủ                                     |
| -- | -- | ---------- | ------------------------------------------- |
| 1  | TM | Anh        | Jordan Pickford                             |
| 2  | HV | Scotland   | Nathan Patterson                            |
| 5  | HV | Anh        | Michael Keane                               |
| 6  | HV | Anh        | James Tarkowski (đội phó)                   |
| 7  | TĐ | Anh        | Dwight McNeil                               |
| 8  | TV | Bỉ         | Amadou Onana                                |
| 9  | TĐ | Anh        | Dominic Calvert-Lewin                       |
| 10 | TĐ | Hà Lan     | Arnaut Danjuma (cho mượn từ Villarreal)     |
| 11 | TĐ | Anh        | Jack Harrison (cho mượn từ Leeds United)    |
| 12 | TM | Bồ Đào Nha | João Virgínia                               |
| 14 | TĐ | Bồ Đào Nha | Beto                                        |
| 16 | TV | Mali       | Abdoulaye Doucouré                          |
| 18 | TV | Anh        | Jack Grealish (cho mượn từ Manchester City) |

| Số | VT | Quốc gia         | Cầu thủ                     |
| -- | -- | ---------------- | --------------------------- |
| 19 | HV | Ukraina          | Vitalii Mykolenko           |
| 20 | TV | Anh              | Dele Alli                   |
| 21 | TV | Bồ Đào Nha       | André Gomes                 |
| 22 | HV | Anh              | Ben Godfrey                 |
| 23 | HV | Cộng hòa Ireland | Séamus Coleman (đội trưởng) |
| 27 | TV | Sénégal          | Idrissa Gueye               |
| 28 | TĐ | Bồ Đào Nha       | Youssef Chermiti            |
| 31 | TM | Anh              | Andy Lonergan               |
| 32 | HV | Anh              | Jarrad Branthwaite          |
| 37 | TV | Anh              | James Garner                |
| 43 | TM | Anh              | Billy Crellin               |
| 61 | TĐ | Anh              | Lewis Dobbin                |
| 62 | TV | Anh              | Tyler Onyango               |

#### Cho mượn
Ghi chú: Quốc kỳ chỉ đội tuyển quốc gia được xác định rõ trong điều lệ tư cách FIFA. Các cầu thủ có thể giữ hơn một quốc tịch ngoài FIFA.
| Số | VT | Quốc gia | Cầu thủ                                             |
| -- | -- | -------- | --------------------------------------------------- |
| —  | HV | Anh      | Mason Holgate (tại Southampton đến 30 tháng 6 2024) |
| —  | TĐ | Pháp     | Neal Maupay (tại Brentford đến 30 tháng 6 2024)     |

### Cầu thủ xuất sắc nhất năm
| - 2005-06 Mikel Arteta - 2006-07 Mikel Arteta - 2007-08 Joleon Lescott - 2008-09 Phil Jagielka - 2009-10 Steven Pienaar | - 2010-11 Leighton Baines - 2011-12 John Heitinga - 2012-13 Leighton Baines - 2013-14 Séamus Coleman - 2014-15 Phil Jagielka | - 2015-16 Gareth Barry - 2016-17 Romelu Lukaku - 2017-18 Jordan Pickford - 2018-19 Lucas Digne - 2019–20 Richarlison - 2020–21 Dominic Calvert-Lewin - 2021-22 Jordan Pickford - 2022-23 Jordan Pickford |

### Đội hình xuất sắc nhất mọi thời đại
- Neville Southall (1981–97)
- Gary Stevens (1982–89)
- Brian Labone (1958–71)
- Kevin Ratcliffe (1980–91)
- Ray Wilson (1964–69)
- Trevor Steven (1983–90)
- Alan Ball (1966–71)
- Peter Reid (1982–89)
- Kevin Sheedy (1982–92)
- Dixie Dean (1925–37)
- Graeme Sharp (1980–91)

## Thành tích
- Trong nước:
  - Giải vô địch bóng đá Ngoại Hạng Anh: 9
    - Vô địch: 1891, 1915, 1928, 1932, 1939, 1963, 1970, 1985, 1987

  - Giải hạng nhất Anh: 1
    - Vô địch: 1931

  - Cúp FA: 5
    - Vô địch: 1906, 1933, 1966, 1984, 1995

  - Cúp Liên đoàn Anh: 0
    - Á quân: 1977, 1984

  - Siêu cúp bóng đá Anh: 9
    - Vô địch: 1928, 1932, 1963, 1970, 1984, 1985, 1986*, 1987, 1995 (* đồng đoạt cúp)
- Châu lục:
  -  UEFA Cup Winners' Cup/Cúp C2: 1
    - Vô địch: 1985
- Giao hữu:
  - Full Members Cup: 0
    - Á quân: 1989, 1991

### Phòng danh vọng
| - Dixie Dean (2002 inductee) - Paul Gascoigne (2002 inductee) - Alan Ball (2003 inductee) - Pat Jennings (2003 inductee) | - Tommy Lawton (2003 inductee) - Gary Lineker (2003 inductee) - Howard Kendall (2005 inductee) - Peter Beardsley (2007 inductee) | - Mark Hughes (2007 inductee) - Neville Southall (2008 inductee) - Ray Wilson (2008 inductee) - Joe Mercer (2009 inductee) | - Harry Catterick (2010 inductee) - Peter Reid (2014 inductee) - Gary Speed (2017 inductee) |

1. ↑  Beardsley became the first person to be inducted twice when his work at grass roots football was rewarded in 2008 as a "Football Foundation Community Champion".[5]
2. ↑  Southall was inducted along with Liverpool F.C.'s Steven Gerrard at a special European night to celebrate the city's successful European Capital of Culture bid.